# Го Вэйян
Го Вэйя́н (кит. упр. 郭伟阳, пиньинь Guō Weǐyáng, род. 1 февраля 1988) — китайский гимнаст, олимпийский чемпион.
Го Вэйян родился в 1988 году в Юйси провинции Юньнань, куда его родители переехали из провинции Гуандун. С 1993 года стал заниматься в детской спортшколе в Юйси, и уже в 1994 году был отобран в провинциальную детскую спортшколу. В 1998 году вошёл в сборную провинции Юньнань, в феврале 2001 года — в национальную сборную.
В 2010 году Го Вэйян стал чемпионом КНР в многоборье. На Олимпийских играх 2012 года Го Вэйян получил золотую медаль в составе команды.